# Olta Xhaçka
Olta Xhaçka, née le 15 décembre 1979 à Tirana, est une femme politique albanaise. Membre du Parti socialiste, elle est ministre de la Jeunesse et du Bien-être social en 2017 puis ministre de la Défense de 2017 à 2020, et des Affaires étrangères et européennes de 2021 à 2023.

## Biographie
Olta Xhaçka suit des études de sciences politiques et relations internationales à l'université Clark, dans le Massachusetts et à l'université de New York à Tirana (en).
Depuis 2009, elle est députée de la région de Korça pour le Parti socialiste.
Avant son entrée en politique, Olta Xhaçka a été active dans le domaine des droits de l'homme et de la bonne gouvernance. Elle a également travaillé pendant trois ans en tant que chargée de cours en sciences politiques à l'université de New York à Tirana (en).
En tant que militante des droits humains, principalement dans le domaine de l'égalité des sexes et présidente du Forum des femmes socialistes, Olta Xhaçka préside à partir de 2014 la sous-commission sur les mineurs, l'égalité des sexes et la violence domestique. Elle est également membre de la commission du travail, des affaires sociales et de la santé et de la commission des affaires étrangères.
Olta Xhaçka fait partie de la direction du Parti socialiste et est présidente du Forum des femmes socialistes depuis 2010. Elle a également présidé la Fondation Qemal-Stafa (d) de 2015 jusqu'à son entrée au gouvernement en 2017.
Le 21 mars 2017, elle est nommée ministre de la Jeunesse et du Bien-être social puis, le 13 septembre suivant, ministre de la Défense. Du 4 janvier 2021 au 12 septembre 2023, elle occupe le poste de ministre des Affaires étrangères et européennes.
Elle est mariée à Artan Gaçi (sq), qui a également été député, et ils ont deux filles, Hana et Gaia.